# Elling Carlsen
För lotsbåten, se Elling Carlsen (lotsbåt)

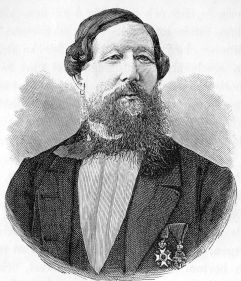
Elling Carlsen

Elling Carlsen, född 1819 och död 1900, var en norsk ishavskeppare och upptäcktsresande.
Carlsen var den förste som kringseglade Spetsbergen 1863. Carlsen for 1869 förbi Vaigatj nästan fram till Obs mynning, och 1871 framträngde hans fartyg "Solid" till Novaja Zemljas norra udde där man fann Willem Barents vinterkvarter och insamlade fynd därifrån, som nu förvaras i marindepartementet i Haag. Carlsen deltog även i Weyprecht-Payers expedition 1872-74, varvid Frans Josefs land upptäcktes.